# Julia Gonnella
Julia Gonnella (* 14. März 1963 in Düsseldorf) ist eine deutsche Islamwissenschaftlerin und seit April 2017 Leiterin des Museums für Islamische Kunst in Doha, Katar.

## Ausbildung und Karriere
Nach ihrem Abitur in Düsseldorf studierte sie in London an der School of Oriental and African Studies, an der sie 1986 ihren Bachelor für Archäologie und Islamische Kunst ablegte, gefolgt vom Master in Sozialanthropologie ein Jahr später. Ihre Dissertation legte sie 1994 an der Eberhard Karls Universität Tübingen vor, und zwar über „Islamische Heiligenverehrung im urbanen Kontext am Beispiel von Aleppo (Syrien)“. Noch im gleichen Jahr wechselte sie nach Berlin, um dort am Museum für Islamische Kunst Assistentin des Chefkurators zu werden.
2009 begann ihre Arbeit als Kuratorin in diesem Haus, wo sie als ihre erste Ausstellung 2011 „SCHAHNAME: Heroische Zeiten. Tausend Jahre persisches Buch der Könige“ gestaltete. Die Berliner Ausstellung Wie die islamische Kunst nach Berlin kam. Der Sammler und Museumsdirektor Friedrich Sarre von 2015 wurde zwei Jahre später in geänderter Form auch in Wien gezeigt.
Schon während ihres Studiums war sie unter Michael Meinecke an der deutschen Ausgrabung in ar-Raqqa beteiligt. Nach dessen Tod arbeitete sie als Koordinatorin 1995 bis 2011 an den Ausgrabungen der Zitadelle von Aleppo, über die sie auch mehrfach publizierte. Im Bürgerkrieg in Syrien war zwischen 2013 und Mitte Oktober 2017 eine Arbeit dort nicht mehr möglich. Die schweren Zerstörungen, die der Krieg mit sich brachte, waren wiederholt Gegenstand ihrer Veröffentlichungen.
Das Museum für Islamische Kunst hat seit seiner Eröffnung im November 2008 schon mehrfachen Wechsel an seiner Spitze erlebt. Vor Julia Gonnella hatte Aisha Al Khater diese Funktion inne, die wiederum dieses Amt von Oliver Watson übernommen hatte, der seit der Eröffnung bis 2011 verantwortlich war.

## Werke
- Ein christlich-orientalisches Wohnhaus des 17. Jahrhunderts aus Aleppo (Syrien): das „Aleppo-Zimmer“ im Museum für Islamische Kunst, Staatliche Museen zu Berlin – Preußischer Kulturbesitz / Museum für Islamische Kunst. von Zabern, Mainz 1996, ISBN 978-3-8053-1973-7
- Die Zitadelle von Aleppo und der Tempel des Wettergottes: neue Forschungen und Entdeckungen. Rhema, Münster 2005, ISBN 978-3-930454-44-0
- Angels, peonies, and fabulous creatures: the Aleppo Room in Berlin. Rhema, Münster 2008, ISBN 978-3-930454-82-2
- Heroische Zeiten: tausend Jahre persisches Buch der Könige. Edition Minerva, München 2011, ISBN 978-3-938832-70-7
- Heroic times: a thousand years of the Persian Book of kings. Edition Minerva, München 2012, ISBN 978-3-943964-03-5
- Wie die islamische Kunst nach Berlin kam: der Sammler und Museumsdirektor Friedrich Sarre (1865 - 1945). Reimer, Berlin 2015, ISBN 978-3-496-01544-4